# Вулиця Джона Маккейна (Кривий Ріг)
Вулиця Джона Маккейна — вулиця у Покровському районі міста Кривий Ріг. 
Протяжність 1.33 км. 

## Історія

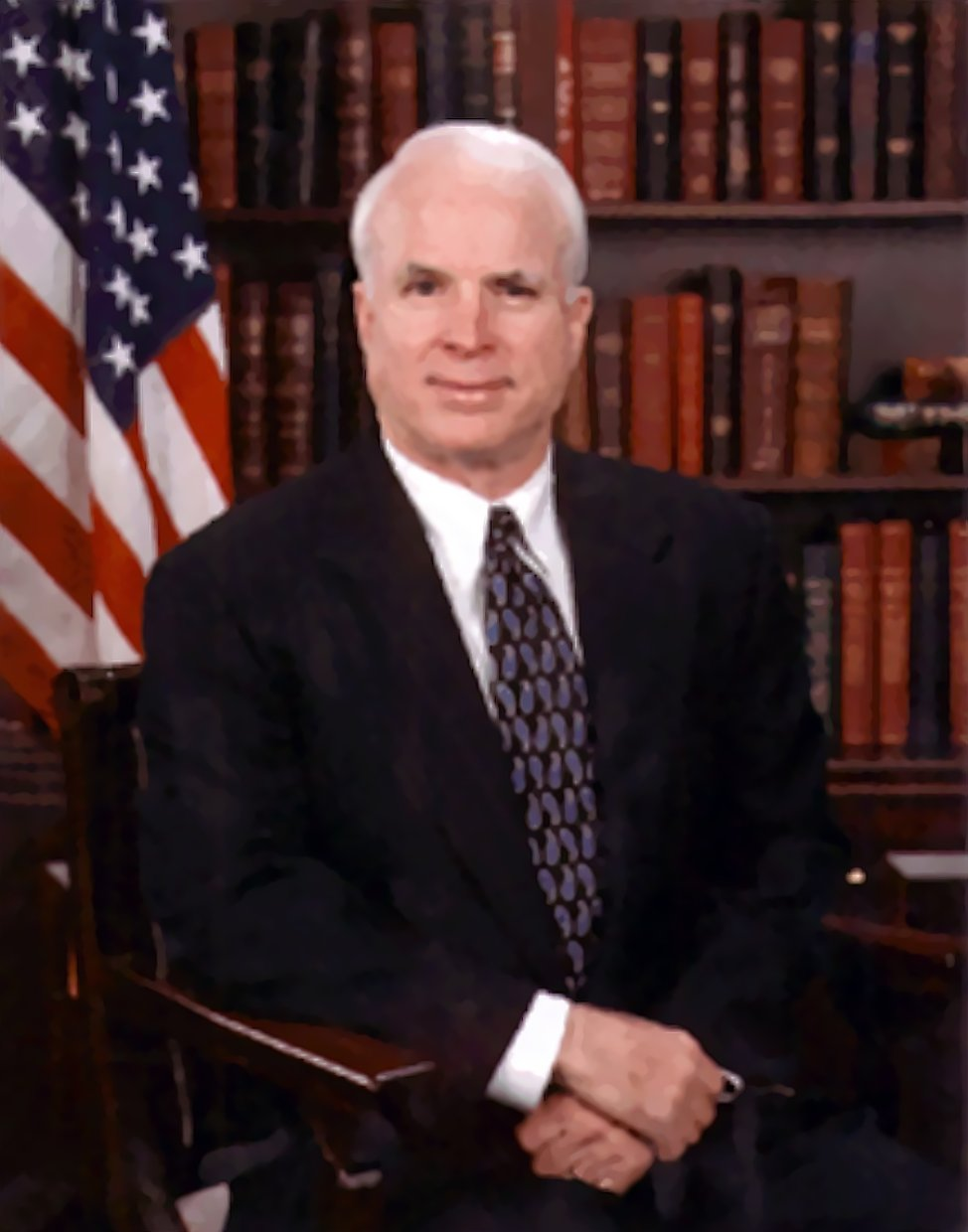
Джон Маккейн

У радянські часи носила назву на честь російського міста Армавір Краснодарського краю. 
Рішення міської ради 28.10.2022 №1515 вулицю Армавірську перейменували на честь американського державного діяча, політика Республіканської партії, сенатора від штату Аризона Джона Маккейна.

## Перехресні вулиці
- вулиця Калантая

## Прилеглі вулиці
- вулиця Рекордна
- вулиця Симона Петлюри